# Bailing
Bailing är en köping i Kina. Den ligger i provinsen Jiangxi, i den sydöstra delen av landet, omkring 190 kilometer väster om provinshuvudstaden Nanchang. Antalet invånare är 30 713. Befolkningen består av 15 043 kvinnor och 15 670 män. Barn under 15 år utgör 22,0 %, vuxna 15-64 år 70 %, och äldre över 65 år 7,0 %.
Runt Bailing är det ganska tätbefolkat, med 160 invånare per kvadratkilometer. Närmaste större samhälle är Guandao, 19,3 km nordväst om Bailing. I omgivningarna runt Bailing växer i huvudsak blandskog.
Genomsnittlig årsnederbörd är 2 181 millimeter. Den regnigaste månaden är maj, med i genomsnitt 349 mm nederbörd, och den torraste är januari, med 56 mm nederbörd.